# Konsumentköplagen
Konsumentköplagen (1990:932 ) är en svensk lag, som reglerar vad som gäller när konsumenter köper lösa saker av näringsidkare (företagare). Lagens regler är tvingande endast till konsumentens fördel. Det innebär att parterna kan avtala bort en regel i lagen om avtalsvillkoret försätter konsumenten i en gynnsammare position än lagregeln. Det sagda hindrar inte parterna att efter en inträffad händelse överenskomma om något som strider mot en tvingande regel så länge konsumenten är medveten om den tvingande regel konsumenten då efterger. En sådan överenskommelse är bindande för konsumenten.
Med konsument (slutanvändare) avses enligt 1 § en fysisk person som handlar huvudsakligen för ändamål som faller utanför näringsverksamhet. Med näringsidkare avses enligt samma lagrum en fysisk eller juridisk person som handlar för ändamål som har samband med en egen näringsverksamhet.
Sedan en lagändring 2002 gäller numera enligt den viktiga 20a § att fel som visar sig inom sex månader efter det att en vara avlämnades skall anses ha funnits vid avlämnandet om inte annat visas. Det innebär i princip att det föreligger en presumtion för att fel som uppstår inom sex månader från köpet har funnits redan från början. Omvänd bevisbörda gäller således under den tiden och det är upp till den näringsidkare som inte vill avhjälpa felet att försöka motbevisa att felet var ursprungligt.

## Bakgrund
Den första renodlade konsumentköplagen (1973:877) antogs 1973. Dessförinnan tillämpades köplagen från 1905 på alla former av köp.  Reformarbetet inleddes under 1960-talet då det uppmärksammades att allt fler näringsidkare använde sig av olika typer av standardsavtal vid avtal med konsumenter. Genom standardavtalen avtalades ofta viktiga delar av köplagen bort till nackdel för konsumenten. En diskussion uppstod om behovet av en skyddslagstiftning för konsumenter som kollektiv. I kölvattnet av diskussionen instiftades en hemförsäljningslag 1971 vilken garanterade vissa, till konsumenternas fördel tvingande, minimirättigheter då försäljare sålde varor hemma hos konsumenter eller på annan plats utanför deras affärsställe, t.ex. genom dörrknackning. År 1973 antogs den nya konsumentköplagen, med regler som var tvingande endast till konsumentens förmån. Lagen reglerade endast vissa för konsumenter viktiga frågor och var på många sätt mindre förmånlig för köparen än den dispositiva köplagen men den innehöll minimiregler som standardavtalen inte kunde åsidosätta till konsumentens nackdel. Då den endast reglerade vissa frågor kompletterade den 1905 års köplag och för konsumenter gällde de båda parallellt. Arbetet med att ytterligare reformera konsumentköplagen, liksom andra konsumenträttsliga lagar inleddes redan inom några år, bland annat med syftet att skapa en lag som reglerade samtliga konsumentköp. 
Det dröjde till 1 januari 1991 innan en ny konsumentköplag, jämte en ny köplag (1990:931 ) trädde i kraft. Genom den nya lagstiftningen kom konsumentköpen att helt regleras genom konsumentköplagen. Det gamla systemet med en konsumentköplag som kompletterar den vanliga köplagen avskaffades således och KKL är sedan dess i princip tvingande till konsumentens förmån, medan köplagens regler förblev dispositiva, det vill säga de kan avtalas bort.

## Viktiga förarbeten
- Prop. 1989/90:89 Regeringens proposition om ny konsumentköplag
- SOU 1984:25 Ny konsumentköplag
- Prop. 2001/02:134 Ändringar i konsumentköplagen